# Festival d'Eurovisió de Joves Músics
Eurovision Young Musicians (en francès: L'Eurovision des Jeunes Musiciens), sovint abreujat a EYM, o Young Musicians, és un concurs biennal de música clàssica per a músics europeus d'entre 12 i 21 anys. Està organitzat per la Unió Europea de Radiodifusió (EBU). i s'emet per televisió a tot Europa, amb alguns països que fan seleccions nacionals per escollir els seus representants per al certamen.
Els participants han de tenir com a màxim 19 anys. El guanyador és triat per un jurat professional.
Cal destacar, que el país més reeixit d'aquest festival és Àustria, ja que ha guanyat en 5 ocasions.

## Història
La idea d'organitzar un concurs per a joves músics va ser examinada per primera vegada pel Grup d'Experts de l'EBU per a programes musicals de televisió el març de 1980 durant una reunió presidida per Humphrey Burton de la BBC a Ginebra, Suïssa.
Eurovision Young Musicians, inspirat en l'èxit de BBC Young Musician, és un concurs biennal organitzat per la European Broadcasting Union (EBU) per a músics europeus de 18 anys o menys. El concurs de la BBC va ser establert el 1978 per Burton, Walter Todds i Roy Tipping, antics membres del Departament de Música de la Televisió de la BBC. Michael Hext, un trombonista, va ser el guanyador inaugural aquell any.
Com a resultat de l'èxit de la competició, el concurs de Joves Músics d'Eurovisió es va iniciar l'any 1982. La primera edició d'Eurovisió Joves Músics va tenir lloc a Manchester, Regne Unit, l'11 de maig de 1982, amb sis països participants. Alguns països participants van celebrar eliminatòries nacionals per tal de seleccionar els seus representants per al concurs. L'alemany Markus Pawlik va guanyar el concurs, amb França i Suïssa en segon i tercer lloc respectivament. També va ser notable que Alemanya va guanyar el Festival de la Cançó d'Eurovisió 1982 només unes setmanes abans. Tres anys més tard, l'EBU va decidir crear una versió de ball basada en aquesta competició, que es va convertir en Eurovision Young Dancers. Aquest esdeveniment va tenir lloc en anys senars, mentre que Eurovision Young Musicians té lloc en anys parells.
L'any 1986, a causa de l'augment del nombre de països participants, es va introduir una ronda de semifinals a la competició, a partir de la qual, segons els resultats de la votació del jurat, de cinc a vuit dels països participants van passar a la final televisiva. Després d'això, el concurs no va patir cap canvi important durant uns quants anys. L'any 2006, el concurs va ser un dels esdeveniments centrals de l'Any Mozart i per celebrar el 250è aniversari del naixement de Wolfgang Amadeus Mozart, les peces interpretades pels finalistes es van limitar a Mozart o peces dels seus contemporanis.
Entre 2006 i 2012, el concurs va ser l'acte inaugural d'un dels festivals més grans d'Europa, el Festival de Viena i es va celebrar per primera vegada en un escenari a l'aire lliure. El concurs de 2018 va ser organitzat per la BBC en col·laboració i com a punt destacat del Festival Internacional d'Edimburg anual. L'edició 2020 del concurs estava programada per tenir lloc a Zagreb, Croàcia, el 21 de juny, coincidint amb les celebracions del Dia Mundial de la Música. El concurs hauria tingut lloc en un escenari a l'aire lliure a la plaça Rei Tomislav. Tanmateix, el 18 de març de 2020, es va anunciar que l'esdeveniment s'havia ajornat indefinidament a causa de la pandèmia de COVID-19 a Europa. El futur del concurs va romandre incert fins al 3 de febrer de 2022, quan l'emissora noruega NRK va confirmar, en un article en línia sobre la seva selecció nacional Virtuos, que la propera edició es celebraria ara a Montpeller, França, al juliol.

## Participació
Els participants elegibles inclouen principalment els membres actius (a diferència dels membres associats) de la UER. Els membres actius són aquells que es troben en estats que pertanyen a l'Espai Europeu de Radiodifusió, o són estats membres del Consell d'Europa.
L'Àrea Europea de Radiodifusió està definida per la Unió Internacional de Telecomunicacions: 
L'Àrea Europea de Radiodifusió" limita a l'oest amb el límit occidental de la Regió 1, a l'est amb el meridià 40° a l'est de Greenwich i al sud amb el paral·lel 30° nord per incloure la part nord de l'Aràbia Saudita. i aquella part d'aquells països que voregen la Mediterrània dins d'aquests límits. A més, Armènia, l'Azerbaidjan, Geòrgia i aquelles parts dels territoris de l'Iraq, Jordània, la República Àrab Síria, Turquia i Ucraïna que es troben fora dels límits anteriors s'inclouen a l'àrea europea de radiodifusió.
El límit occidental de la Regió 1 està definit per una línia que va des del Pol Nord al llarg del meridià 10° Oest de Greenwich fins a la seva intersecció amb el paral·lel 72° Nord; des d'allí per un arc de cercle gran fins a la intersecció del meridià 50° Oest i el paral·lel 40° Nord; des d'allí per un arc de cercle gran fins a la intersecció del meridià 20° Oest i el paral·lel 10° Sud; des d'allí al llarg del meridià 20° Oest fins al pol Sud .
Els membres actius inclouen les organitzacions de radiodifusió les transmissions de les quals es posen a disposició d'almenys el 98% de les llars del seu propi país que estan equipades per rebre aquestes transmissions. Si un membre actiu de l'EBU vol participar, ha de complir les condicions que estableixen les bases del concurs (de les quals s'elabora una còpia separada anualment).
L'elegibilitat per participar no està determinada per la inclusió geogràfica dins del continent europeu, malgrat l'Euro" a "Eurovisió", ni té cap relació amb la Unió Europea. Diversos països geogràficament fora de les fronteres d'Europa han competit: Israel, Xipre i Armènia, a l'Àsia occidental, des de 1986, 1988 i 2012 respectivament. A més, han competit diversos països transcontinentals amb només una part del seu territori a Europa: Rússia, des de 1994; i Geòrgia, des del 2012. A continuació s'enumeren tots els països que han participat en el concurs o que poden participar-hi però que encara no ho han fet.
Quaranta-dos països han participat a Eurovisió Young Musicians des que va començar l'any 1982. D'aquests, onze han guanyat el certamen. El concurs, organitzat per la Unió Europea de Radiodifusió (EBU), se celebra cada dos anys entre membres de la Unió.
A partir del 2022, Eurovision Young Musicians ha tingut els participants més "únics" de qualsevol esdeveniment continu d'Eurovisió que s'hagi desenvolupat durant més de dos anys. No menys de deu països han fet només una aparició a l'esdeveniment abans de la retirada (Albània, Armènia, Bòsnia i Hercegovina, Bulgària, Geòrgia, Lituània, Moldàvia, Macedònia del Nord, Sèrbia i Montenegro, i el successor directe d'aquest últim Sèrbia). En comparació, n'hi ha hagut vuit per als joves ballarins d'Eurovisió, dos (Sèrbia i Montenegro i Suïssa) per al Festival de la Cançó d'Eurovisió júnior, i un (el Marroc) per al Festival insígnia d'Eurovisió. També té la majoria de casos de països que es van retirar després de guanyar, cosa que ha succeït en tres ocasions (Països Baixos es va retirar del concurs de 1992, Alemanya es va retirar del concurs de 1998 i Rússia es va retirar del concurs previst per a 2020), en comparació amb una instància cadascuna en Eurovision Young Dancers (Ucraïna es retira de l'edició de 2005) i el Festival de la Cançó d'Eurovisió (Israel es retira de l'edició de 1980). Si es mantenen al concurs per al 2022, Malta serà l'únic país que no s'ha perdut cap des del seu debut, mentre que diversos països amb múltiples aparicions només se n'han perdut una des del seu debut (els que són Àustria, Noruega, Polònia, San Marino i Eslovènia).
Va ser el primer esdeveniment de l'EBU que va incloure un gran nombre d'antics estats soviètics i estats membres del Pacte de Varsòvia, molts dels quals van debutar a Joves Músics abans del seu debut a Eurovisió (incloent la República Txeca, Hongria, Letònia, Macedònia del Nord i Polònia).

Hi van participar almenys una vegada.
Mai no hi van participar, però són elegibles a fer-ho.

| Any  | Països segons el seu debut                                                 |
| ---- | -------------------------------------------------------------------------- |
| 1982 | Àustria, França, Alemanya, Noruega, Suïssa, Regne Unit                     |
| 1984 | Finlàndia, Països Baixos                                                   |
| 1986 | Bèlgica, Dinamarca, Irlanda, Israel, Itàlia, Suècia, Iugoslàvia            |
| 1988 | Xipre, Espanya                                                             |
| 1990 | Grècia, Portugal                                                           |
| 1992 | Hongria, Polònia                                                           |
| 1994 | Croàcia, Estònia, Letònia, Lituània, Macedònia del Nord, Rússia, Eslovènia |
| 1998 | Eslovàquia                                                                 |
| 2002 | Txèquia, Romania                                                           |
| 2006 | Bulgària, Sèrbia i Montenegro                                              |
| 2008 | Sèrbia, Ucraïna                                                            |
| 2010 | Belarús                                                                    |
| 2012 | Armènia, Bòsnia i Hercegovina, Geòrgia                                     |
| 2014 | Malta, Moldàvia                                                            |
| 2016 | San Marino                                                                 |
| 2018 | Albània                                                                    |

## Guanyadors
Els guanyadors del Festival d'Eurovisió de Joves Músics de totes les edicions celebrades fins ara es resumeixen en aquesta taula:

Mapa de guanyadors

| Victòries  | País          | Any/s                        |
| ---------- | ------------- | ---------------------------- |
| 5          | Àustria       | 1988, 1998, 2002, 2004, 2014 |
| 3          | Polònia       | 1992, 2000, 2016             |
| 2          | Alemanya      | 1982, 1996                   |
| 2          | Països Baixos | 1984, 1990                   |
| 1          |               |                              |
| Rússia     | 2018          |                              |
| Noruega    | 2012          |                              |
| Eslovènia  | 2010          |                              |
| Grècia     | 2008          |                              |
| Suècia     | 2006          |                              |
| Regne Unit | 1994          |                              |
| França     | 1986          |                              |

## Per instrument
| Victòries | Instrument | Any                                            | País                                             |
| --------- | ---------- | ---------------------------------------------- | ------------------------------------------------ |
| 8         | Violí      | 1984, 1988, 1992, 1996, 1998, 2002, 2004, 2014 | Països Baixos, Àustria (x5), Polònia, Alemanya   |
| 5         | Piano      | 1982, 1986, 1990, 2000, 2018                   | Alemanya, França, Països Baixos, Polònia, Rússia |
| 2         | Violoncel  | 1994, 2006                                     | Regne Unit, Suècia                               |
| 1         |            |                                                |                                                  |
| Saxòfon   | 2016       | Polònia                                        |                                                  |
| Viola     | 2012       | Noruega                                        |                                                  |
| Flauta    | 2010       | Eslovènia                                      |                                                  |
| Clarinet  | 2008       | Grècia                                         |                                                  |